# Hospital de Incurables de Nuestra Señora del Carmen

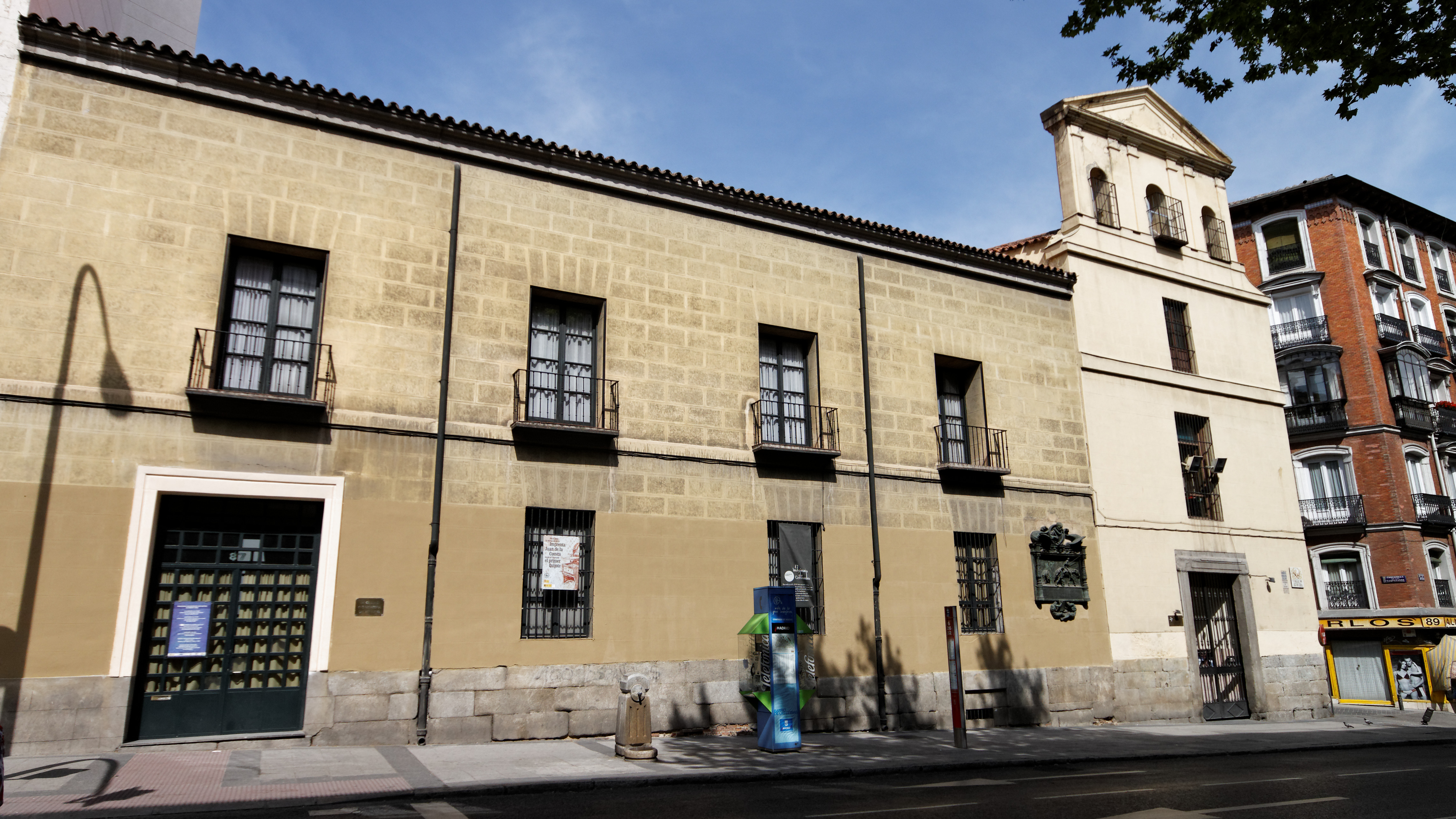
Fachada en la primera década del, conjunto de los edificios a la derecha la Iglesia del Santísimo Cristo de la Fe.

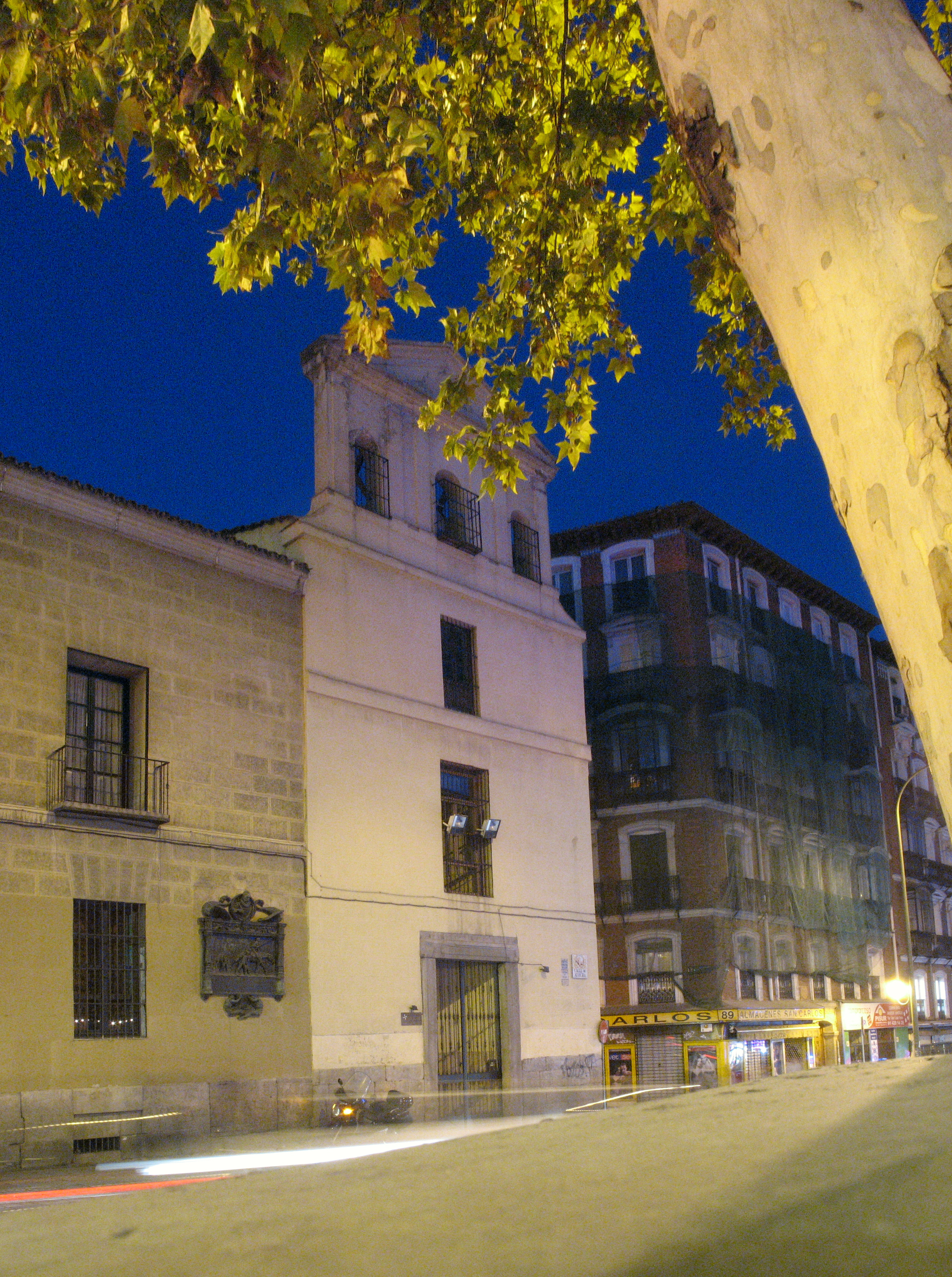
Visión nocturna del hospital.

El Hospital de Incurables de Nuestra Señora del Carmen (denominado también Hospital de Nuestra Señora del Carmen) fue una institución sanitaria ubicada en la calle de Atocha (Madrid) Fue fundado el 10 de octubre de 1852 en el mismo edificio del Colegio de los Niños Desamparados que previamente fue desalojado. El hospital tuvo unas trescientas camas funcionando hasta 1949. Posteriormente en los años setenta se convirtió en la sede de la Sociedad Cervantina. 

## Historia
La fundación del hospital en 1852 es el momento en el que se produjo un cambio en la estructura de la asistencia hospitalaria en España de manos del Partido Moderado mediante la Ley General de Beneficencia y Sanidad de 1849. El Real Reglamento del 14 de mayo de 1852 daba un nuevo empuje a las reformas iniciadas con la ley de 1849. En este mismo año se crea en Atocha el Hospital Clínico y tres después el Hospital de Incurables a iniciativa del gobernador civil de Madrid Melchor Ordóñez. El hospital era una construcción renacentista rehabilitada, de finales del reinado de Felipe II. Adosada al edificio, se encuentra la Iglesia del Santísimo Cristo de la Fe, empleada como capilla para los internos. Se describe la composición del edificio y los reglamentos en la Gaceta de Madrid.
Para ingresar en el hospital había que solicitarlo administrativamente al subdirector general de Beneficencia. La saturación de las listas de espera a finales del siglo XIX hacía que un enfermo esperase casi un año y medio para ingresar. La media de edad de los peticionarios era de 67 años. La mayoría de las veces estaba relacionado con un dolor inespecífico (algunos de origen reumático), con un catarro crónico. El hospital, al igual que el de la Pasión, se encontraba abastecido de medicinas procedentes de la botica del Hospital de La Princesa que se componían principalmente de opiáceos (como el clorhidrato de morfina, el extracto tebaico, y el polvos de Dover) empleados como analgésicos. Se pedían en cantidades que se suponía iban a consumirse en plazos de 24 horas. 